# Pierre Tritsch
Pierre Tritsch, né à Alger le 28 décembre 1929 et mort à Saran le 16 mai 2021, est un artiste-peintre français. Il fut élève de Louis Fernez aux Beaux-arts d'Alger et de Roger Chapelain-Midy aux Beaux-arts de Paris. Il a obtenu le Prix de Rome.
Il compte de nombreuses œuvres acquises par l'État et les Collectivités.
Il illustra notamment les Œuvres poétiques de Charles Baudelaire.